# Krzysztof Miklas
Krzysztof Miklas (ur. 22 lutego 1948 w Kamionie nad Wisłą) – polski dziennikarz i komentator sportowy. 

## Życiorys
Ukończył I Liceum Ogólnokształcące w Łowiczu, Wydział Prawa i Administracji Uniwersytetu Warszawskiego (1972) i podyplomowe studium dziennikarstwa UW (1975).
W latach 1974–1978 był dziennikarzem w dziale sportowym „Trybuny Mazowieckiej”. następnie (1978–1988) w redakcji sportowej Polskiego Radia. Od 1988 do 1991 w redakcji sportowej TVP, później (1991–1993) kierownik działu sportowego w dzienniku „Nowy Świat”. Od 1994 ponownie w TVP, do 2007 szef programów sportowych i turystycznych TVP Polonia. W 1997 roku z jego inicjatywy wskrzeszone zostały Światowe Igrzyska Polonijne. Od września 2008 na dziennikarskiej emeryturze. 
W 1992 był w gronie osób, które założyły Katolickie Stowarzyszenie Sportowe. 
Komentował w Polskim Radiu i TVP jedenaście igrzysk olimpijskich (pięć letnich i sześć zimowych), począwszy od Seulu (1988) do Pekinu (2022). Miklas komentował następujące dyscypliny: biegi narciarskie, biathlon, skoki narciarskie oraz lekkoatletykę, pięciobój nowoczesny, podnoszenie ciężarów i tenis stołowy. Felietonista łowickiego tygodnika „Nowy Łowiczanin” i prasy polonijnej (m.in. od 2002 cotygodniowe komentarze w Radio 7 Toronto). Członek Komisji Etyki TVP III (2001–2002) i V (2005–2006) kadencji. Działacz Polskiego Komitetu Olimpijskiego (Komisja Polonijna) i Stowarzyszenia Wspólnota Polska (Komisja Sportu i Młodzieży). Za działalność na rzecz Polonii odznaczony przez prezydenta RP Aleksandra Kwaśniewskiego Złotym Krzyżem Zasługi (2001).
Okazjonalnie komentuje wydarzenia sportowe w Radiu Maryja i Telewizji Trwam. Podczas igrzysk w Soczi był ekspertem Polsatu Sport. W 2015 został stałym komentatorem wydarzeń sportowych Telewizji Republika, a podczas trwania igrzysk w Rio de Janeiro w 2016 współprowadzącym wraz z Pawłem Zarzecznym program Olimpijski Bul Głowy na antenie tej stacji.
W lutym 2018 powrócił do redakcji sportowej Telewizji Polskiej tworząc nowy cykl dokumentalny pt. Biało-czerwoni. Historie niezwykłe. Gawęda Krzysztofa Miklasa. Cykl składał się z 10 odcinków emitowanych na antenie TVP Historia i TVP Polonia. W latach 2018–2021 był stałym ekspertem w dziedzinie skoków narciarskich w TVP1 i TVP Sport.
W 2005 bez powodzenia kandydował do Senatu jako kandydat niezależny, zdobywając 18 112 głosów. W 2018 kandydował natomiast z ramienia ruchu Kukiz’15 do Sejmiku Województwa Łódzkiego. Zdobył 6327 głosów i nie uzyskał mandatu.

## Życie prywatne
Ma dwie siostry: Barbarę i Zofię.

## Publikacje
- 2012: Dwie strony mikrofonu. Opowieści sportowego komentatora spoza telewizyjnego kadru. ISBN 978-83-7229-308-4
- 2015/2016: Przewrotność losu ISBN 978-83-943273-0-9

## Filmy
- 2005: Lądowanie w Oxfordzie (scenariusz i reżyseria)
- 2006: Takie będą Rzeczypospolite (reżyseria)[9]